# 自动交易系统
自动交易系统（英語：automated trading system, ATS），是通过交易算法来控制计算机系统决定买卖、提交订单的系统。这种系统能根据预设交易规则和交易策略自动生成订单。自动交易系统经常和电子交易平台一起使用，然后以人类不能达到的频率或者速度进行一些重复性的操作。不过自动交易也有一些弊端，例如没有人类的思维判断会造成一些程序误判，以及自动程序本身的错误，这样的反例包括2010年美国股市闪崩事件和2012年骑士资本事件。